# Shmuley Boteach
Shmuley Boteach, né le 19 novembre 1966 à Los Angeles est un rabbin américain, écrivain, présentateur de télévision et de radio.

## Biographie
Né à Los Angeles, en Californie, Boteach grandit en Floride. Il reçoit l'ordination rabbinique en 1988 du mouvement Chabad-Loubavitch à New York, avec pour modèle le rabbin Menachem Mendel Schneerson. 
Le père de Boteach était un juif iranien d'Ispahan. Boteach fut ordonné par Chabad après avoir été à la yeshiva de Chabad à Los Angeles, ainsi qu'après avoir passé trois ans à la Torat Emet Yeshiva de Jérusalem.
Boteach a quatre frères et sœurs, dénommés Sara, Bar Kochva, Chaim et Ateret, et vit actuellement à Englewood, dans le New Jersey avec sa femme Debbie. Ils ont eu neuf enfants.

## Récompenses obtenues
Boteach fut l'un des lauréats du Fatherhood Award en 2007, remis par la National Fatherhood Initiative En 2007, Boteach se positionne neuvième dans le TOP50 des rabbins américains de Newsweek.
En 2008, Boteach fut listé par Newsweek dans la liste du Top 50 des rabbins américains de l'année, à la neuvième place, puis à la septième place en 2009. Il avait déjà été nommé, en 1999, « prêcheur de l'année » par The Times,.

## Travaux

### DVD
- Kosher Sex, 2010

### Livres
- Kosher Lust: Love Is Not the Answer (2014)
- The Fed-Up Man of Faith: Challenging God in the Face of Suffering and Tragedy (2013)
- The Modern Guide to Judaism (2012)
- Kosher Jesus (2012)
- 10 Conversations You Need to Have with Yourself: A Powerful Plan for Spiritual Growth and Self-Improvement (2011)
- Honoring the Child Spirit: Inspiration and Learning from Our Children, in conversation with Michael Jackson (2010)
- The Blessings of Enough: Rejecting Material Greed, Embracing Spiritual Hunger, 2010
- The Michael Jackson Tapes, 2009
- The Broken American Male: And How to Fix Him, 2008
- The Kosher Sutra, 2009
- Parenting with Fire: Lighting up the Family With Passion and Inspiration, 2006
- 10 Conversations You Need to Have With Your Children, 2006
- Hating Women:  America’s Hostile Campaign Against the Fairer Sex, 2005
- Face Your Fear:  Living with Courage in an Age of Caution, 2004
- The Private Adam:  Becoming a Hero in a Selfish Age, 2003
- Judaism For Everyone:  Renewing Your Life Through the Vibrant Lessons of the Jewish Faith, 2002
- Kosher Adultery:  Seduce and Sin with your Spouse, 2002
- Why Can’t I Fall in Love: A 12-Step Program, 2001
- The Psychic and the Rabbi: A Remarkable Correspondence., 2001
- Confessions of a Psychic and a Rabbi, 2000
- Dating Secrets of the Ten Commandments, 2000
- Kosher Sex: A Recipe for Passion and Intimacy, 1999
- Moses of Oxford:  A Jewish Vision of a University and Its Life, Volume One and Two, 1994
- Dreams, 1991

### Télévision et radio
- The Rabbi Shmuley Show sur XM channel 156.
- Shalom in the Home